# Burg Siegeberg
Die Burg Siegeberg ist eine abgegangene Spornburg auf 655 m ü. NN im Geisinger Tal nordöstlich von Upflamör, einem Ortsteil von Zwiefalten im Landkreis Reutlingen in Baden-Württemberg.

## Geschichte
Vermutlich wurde die Burg durch den zweiten Sohn des Grafen Marquard von Altshausen, Siegfried genannt, gegründet. Später sind zwischen den Jahren 1210 und 1246 die Herren von Sattel zu Siegberg mit Werner von Siegberg genannt. Sie waren Ministerialen des Klosters Reichenau. Diese Familie wurde bis ins Jahr 1301 erwähnt, zuletzt als Bürger der Stadt Riedlingen. 1311 wurde unter anderem die Burg und der ihr zugehörigen Ort Upflamör für 540 Pfund Heller von den Grafen von Veringen an das Kloster Zwiefalten verkauft. Kurz darauf muss die Anlage zerstört worden sein, sie wird im Jahr 1350 nur noch als Burgstall genannt.

## Beschreibung

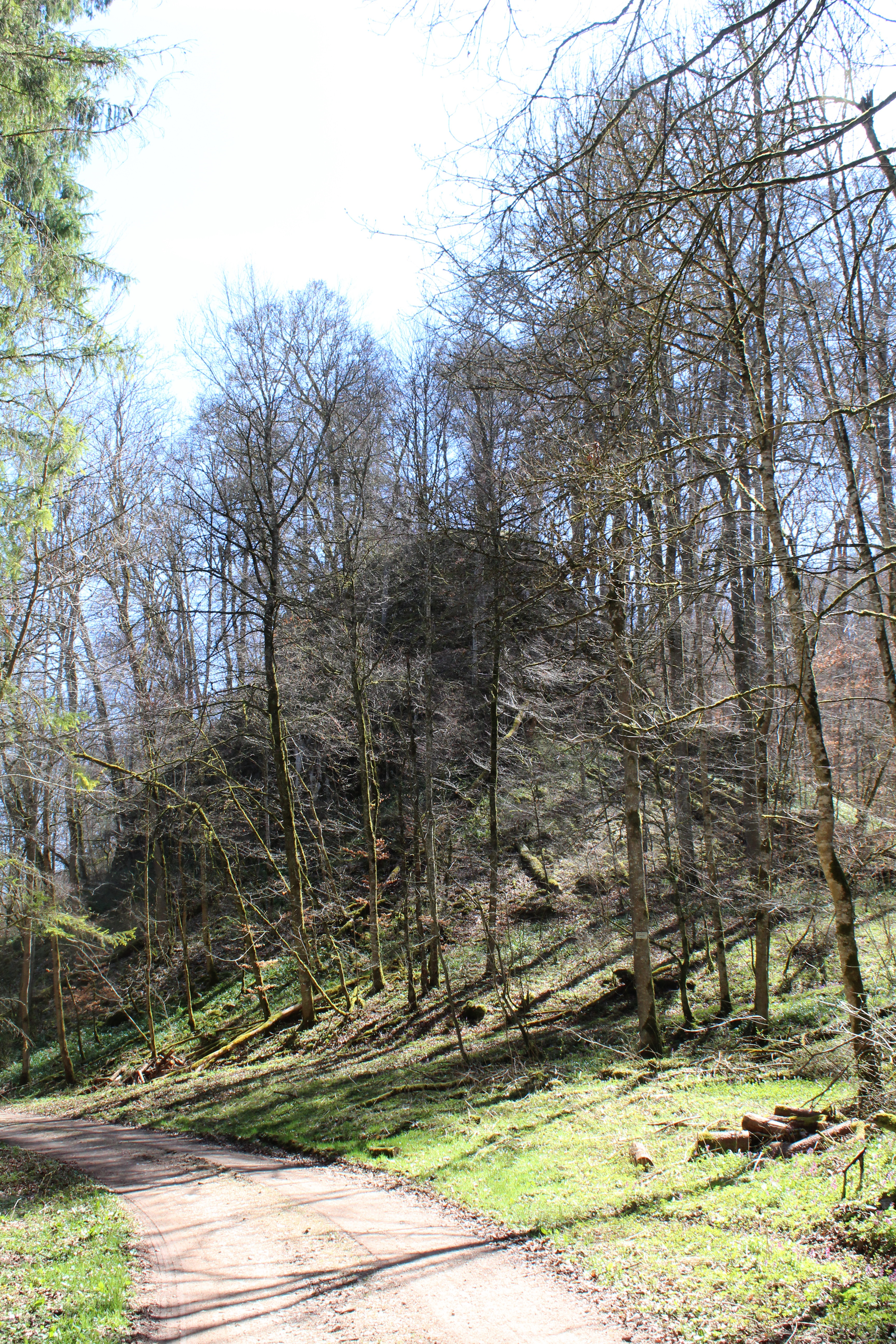
Blick von Westen auf den Bergsporn

Die zweiteilige Burganlage teilt sich in eine auf einem abfallenden felsigen Bergsporn gelegene Kernburg, und in eine am Talrand gelegene weitere Befestigung oder befestigten Wirtschaftshof.
Die Kernburg am Ende des Spornes wird durch einen Halsgraben vom restlichen Grat abgeschnitten und teilt sich in eine 14 mal 15 Meter große Vorburg und eine durch einen weiteren Graben abgetrennten 14 mal 13 Meter großen Kernburgbereich. Im Kernbereich befand sich wohl nur ein turmartiges Gebäude, möglicherweise ein Festes Haus.
Etwa 50 Meter südlich liegt am Talrand eine durch einen bogenförmigen Wall mit vorgelegtem Graben abgeschnittene weitere Befestigung. Ihre Fläche beträgt etwa 90 mal 55 Meter und war wohl der Platz des zur Burg gehörenden befestigten Wirtschaftshofes.
Da das Gelände der ehemaligen Burg heute bewaldet ist, gewinnt man einen Eindruck der strategischen Lage am besten am östlichen Ortsausgang von Upflamör.